# Pixel Perfect
Pixel Perfect (conocida en Hispanoamérica como Pixelada Perfecta y en España como Ciberestrella del Rock), es una Película Original de Disney Channel dirigida por Mark A.Z. Dippé.
La película se estrenó el 16 de enero de 2004 en Estados Unidos y el 11 de mayo de 2004 en Latinoamérica.

## Reparto
| Actor           | Personaje      |
| --------------- | -------------- |
| Ricky Ullman    | Roscoe         |
| Leah Pipes      | Samantha       |
| Spencer Redford | Loretta Modern |
| Chris Williams  | Daryl Fibbs    |
| Porscha Coleman | Rachel         |
| Tania Gunadi    | Cindy          |
| Brett Cullen    | Xander         |
| Nate Stevens    | Max McAllister |
| Joyce Cohen     | Dr. McAllister |
| Anthony DiMaria | Weldon Giles   |
| Max Robinson    | Moxley         |

### Doblaje para Hispanoamérica
| Actor              | Personaje      |
| ------------------ | -------------- |
| Marcos Abadi       | Roscoe         |
| Natalia Rosmanatti | Samantha       |
| Clarissa Abadi     | Loretta Modern |
| Lucila Gómez       | Rachel         |
| Sofia Malacco      | Cindy          |

Voces Adicionales:
- Hernán Bravo
- Ana Patane
- Arianna
- Agustina Priscila González Cirulkin
- Valeria Gómez
- Mariela Álvarez
- Diego Topa
- Ariel Abadi
- Silvia Aira
- Gustavo Dardes
- Emiliano Dionnisi
- Marcos Abadi
- Lucila Gómez
- Héctor Caffarello
- Malena Ibáñez
- Alejandro Graue
- Galdys Benitéz
- Irene Guiser
- Leandro Dugatkin
- Ariel Cisternino
- Andrea Sala Rigler
- Gonzalo Martín
- Martín Gopar
- Silvina Ganger
- Karin Rodríguez
- Gustavo Bonfigli
- Hernán Chiozza
- Pablo Gandolfo

Créditos Técnicos:
- Estudio de Doblaje: Media Pro Com, Buenos Aires, Argentina
- Doblaje al español producido por: Disney Character Voices International, Inc.

## Banda sonora
El 13 de enero del 2004, la banda sonora de Pixel Perfect fue estrenada en CD por Walt Disney Records. El CD contiene las siguientes 8 pistas:
| Pista | Título                  | Escritor                    | Intérprete                | Duración |
| ----- | ----------------------- | --------------------------- | ------------------------- | -------- |
| 1     | Perfectly               |                             | Huckapoo                  | 3:39     |
| 2     | Nothing's Wrong With Me |                             | Zetta Bytes               | 3:00     |
| 3     | Notice Me               |                             | Zetta Bytes               | 3:34     |
| 4     | Get Real                |                             | Zetta Bytes               | 2:19     |
| 5     | When the Rain Falls     |                             | Zetta Bytes               | 4:01     |
| 6     | If You Wanna Rock       | Jay Lazaroff y Erik Isaacs  | Lalaine                   | 3:33     |
| 7     | Don't Even Try It       | Andrew Lane y Douglas Shawe | Jai-Da                    | 3:46     |
| 8     | Tru Blue                |                             | Lil'J presentando a Chase | 2:25     |

La siguiente música de Pixel Perfect no aparece en el álbum de la banda sonora:
| Título                    | Escritor                         | Intérprete      |
| ------------------------- | -------------------------------- | --------------- |
| Polka Dots                | R. Durrant, N. Pynn y S. Holland |                 |
| Long Boards, Short Summer | William Pearson                  | William Pearson |
| Driving With the Top Down | William Pearson                  | William Pearson |
| Arabian Romance           | Crispin Merrell                  |                 |
| And Then One Day          |                                  | Vitamin A       |

- Datos: Q731789